# Charlotte Crul
Charlotte Crul (Brugge, 7 juli 1980) is een journaliste en nieuwslezeres bij de Vlaamse publieke omroep VRT. 

## Biografie
Crul studeerde Latijn-moderne talen aan het Koninklijk Atheneum in Brugge en vervolgde haar studie aan de universiteit van Gent, waar ze zich specialiseerde in Oost-Europese talen en culturen (1998-2002). In 2002 vertrok Crul naar Letland, waar ze in 2003 een master in Baltische studies en Slavistiek behaalde aan de Universiteit van Letland in Riga. In 2004 behaalde ze een master in radio- en tv-journalistiek aan de Erasmushogeschool in Brussel.
Naast haar passie voor radio is ze een fervente hobbykok en gaat ze graag naar concerten, festivals en theater. 
Ze heeft een zoon en een dochter en woont met haar gezin in Wichelen.

## Carrière
Na haar studies werkte ze als vertaler Lets bij de rechtbank. Cruls carrière bij VRT-radio begon in 2004 bij Klara. Ze presenteerde verschillende programma's op Klara, voornamelijk als vervanger van de vaste stemmen. In 2006 presenteerde Crul Avondpost, was ze reporter en presenteerde ze het regionale nieuws op Radio2 West-Vlaanderen en af en toe bij Radio2 Oost-Vlaanderen.
Sinds 2012 presenteert ze het regionale nieuws en programma's op Radio 2 West- en Oost-Vlaanderen. Vanaf april 2017, tot heden, is ze presentatrice en eindredactrice van het VRT-radionieuws. Dit doet ze voornamelijk voor Radio2, maar soms ook voor Radio 1, Klara, MNM en Studio Brussel. Daarnaast doet ze nog af en toe een voice-over voor documentaires op VRT CANVAS. 
Sinds 23 januari 2023 is ze, samen met Chaima Saysay, een van de vaste nieuwsstemmen in het nationale ochtendprogramma 'Goeiemorgen Morgen!' op Radio2, met Peter Van de Veire als presentator.

### Grote Prijs Jan Wauters
In 2019 won Crul de Grote Prijs Jan Wauters voor haar excellente taalbeheersing waarmee ze een moeilijke boodschap helder en toegankelijk voor een zeer divers publiek kan uitleggen.